# IAR 80
O IAR 80 foi um caça romeno de ataque ao solo monoplano de asa baixa e construção toda em metal. Quando ele voou pela primeira vez, em 1939, ele era comparável a um design contemporâneo, como o alemão Messerschmitt Bf 109E, o britânico Hawker Hurricane Mk.I e superior ao holandês Fokker D.XXI, ao polonês PZL P.24 e aos soviéticos Polikarpov I-153 e I-16. No entanto, problemas de produção e falta de armamento disponível atrasou a entrada do IAR 80 em serviço até 1941 (quando entrou em serviço já era um tanto ultrapassado, mas ainda superior a maioria dos primeiros caças soviéticos que enfrentou inicialmente). Ele permaneceu em uso na linha de frente até 1944.

## Desenvolvimento

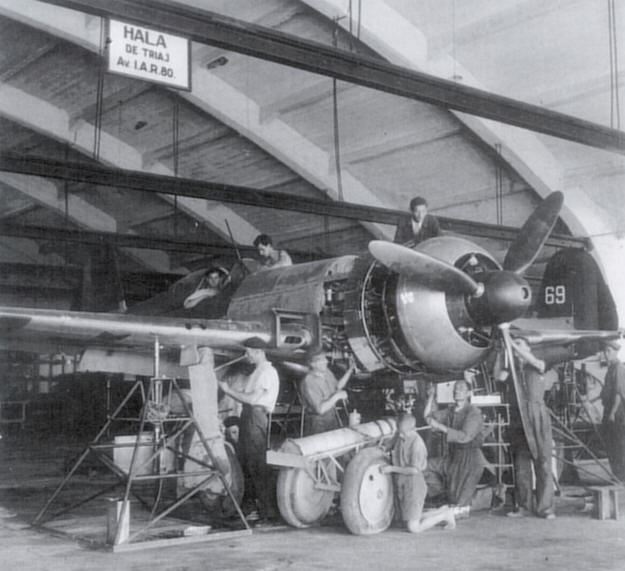
Foto monocromática de um em produção

A fim de garantir que o Real Força Aérea Romena pudesse continuar a receber aeronaves em tempo de guerra, o governo subsidiou a criação de três grandes fabricantes de aeronaves na década de 1920 e 1930. A primeira foi Societatea pentru Exploatări Tehnice (SET), que foi formada em Bucareste, em 1923. Em seguida vieram a Indústria Aeronáutica Română (IAR), que se estabeleceu em Brasov em 1925. Finalmente havia Intreprinderea de Constructii Aeronautice Românesti (ICAR), que foi fundada em Bucareste, em 1932.
Em 1930, o governo romeno emitiu especificações para um novo caça. Embora o governo não esperava propostas de suas fábricas locais, a IAR começou a produzir vários protótipos. Nenhuma das outras empresas romenas entrou com uma oferta, e como a indústria era repleta de corrupção, o governo nacionalizou a IAR, enquanto as outras duas empresas foram deixadas à sua própria sorte. O contrato por um caça acabou sendo vencido pelo polonês PZL P.11, que na época foi considerado o melhor caça do mundo. A Romênia adquiriu 50 da versão modificada chamada P.11b, todos os quais foram entregues em 1934. Um segundo concurso também foi travada entre os mais recentes IAR.24 e PZL P.24, e mais uma vez o projeto mais novo da PZL ganhou um contrato para mais 50 aeronaves. Embora os próprios projetos do IAR não entrou em produção, eles, no entanto, ganhou contratos para construir muitas das fuselagens sob licença, bem como fornecer os motores, versões licenciadas do famoso Gnome-Rhone 14K. Outros contratos licenciados incluíram o Potez 25, o Morane Saulnier-35, e o Fleet 10-G. Como resultado, a empresa tinha dinheiro suficiente para financiar um escritório de design, mesmo que seus projetos nunca viessem ser produzidos. Apesar da corrida constante com PZL, uma equipe de design IAR liderada pelo Dr. Ion Grosu continuou a trabalhar em projetos de caça. Ele estava convencido de que o design de baixo da asa foi pioneira no IAR.24 representaria um projeto muito melhor do que o design de asa de gaivota PZL, que foi muitas vezes referido como o "asa polaca". Mais uma vez a equipe estudou o novo caça PZL olhando para incorporar suas melhores características para um novo avião.

## Projeto

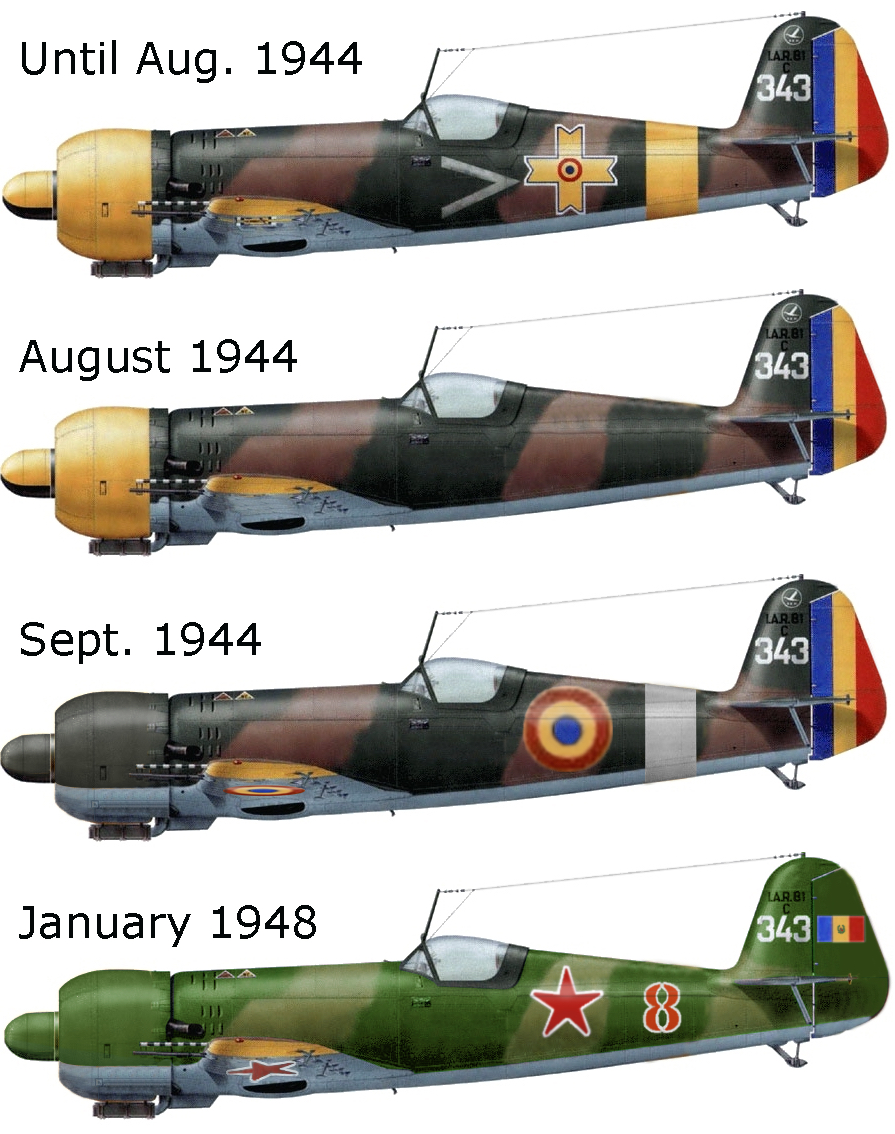
Representação do IAR 80

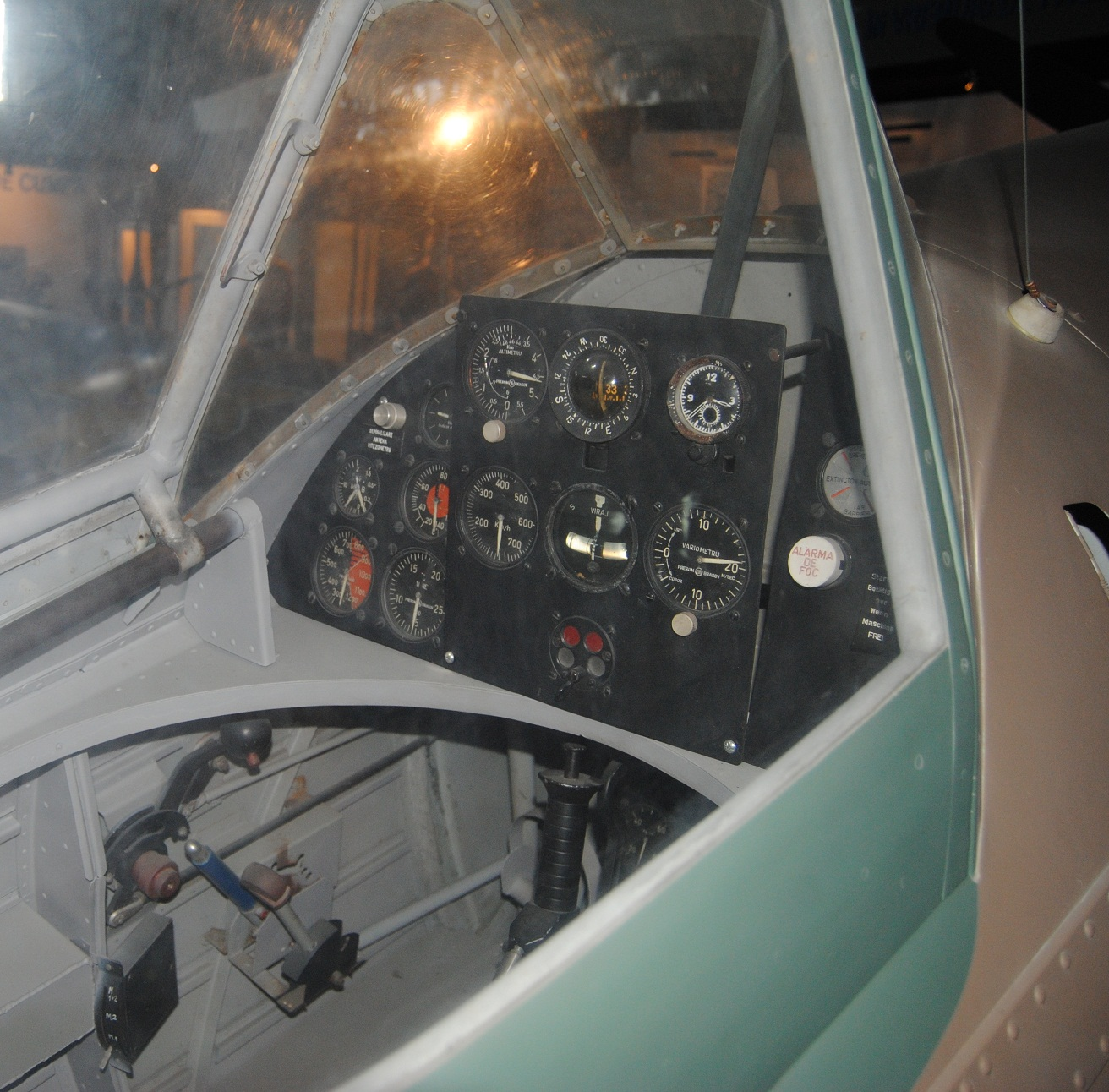
Cockpit do IAR 80

- Descrição: Caça monoplano de asa baixa com layout de superfície de controle convencional e cockpit fechado.
- Fuselagem: A fuselagem é circular em seção transversal, voltando-se para em forma de ovo atrás do cockpit. O layout geral da fuselagem foi baseada no polonês PZL P.24.
- Asas: As asas são retangulares, a bordo de fuga se afunila ligeiramente para a frente. Pequenos retalhos executados a partir da fuselagem de um ponto aproximadamente 1/3 ao longo do período, onde enormes ailerons iniciam e correr para as calotas arredondadas nas pontas das asas.
- Outros detalhes: A copa foi do tipo bolha, deslizando para a parte traseira para abri-la, um design bastante moderno na época. O cockpit é relativamente longe para trás, mais de 1/2 do caminho de volta do nariz. O trem de pouso traseiro arrastador foram usados, com a engrenagem principal de todo o set e retraindo para dentro, e a cauda "engrenagem" ser uma derrapagem simples que não se retratou.

O projeto foi uma verdadeira mistura de características. A cauda foi inspirado diretamente do P.24, e foi de construção semi-monocoque. A fuselagem da parte de trás do motor para a cabine era novo, composto por uma estrutura tubular de aço soldado coberto com chapas de duralumínio. As asas foram montadas logo atrás do motor, e eram do mesmo design como aqueles usados no início IAR.24, que competiu com o P.24. De acordo com uma fonte, o perfil de asa foi levado diretamente a partir do bombardeiro italiano Savoia-Marchetti SM.79, em serviço na Força Aérea Real Romena na época, como a equipe de design não tem tempo para completar os estudos de design da asa. Como um resultado, o perfil era menos favorável para velocidades mais altas, mas deram a aeronave mais manobrabilidade, algo que era apreciável à época. O interior da cabine, os instrumentos, e a mira foram quase todos importados de fornecedores estrangeiros. Este esforço para agregar um lutador de várias fontes foi, novamente, um resultado da indiferença das autoridades durante os anos pré-guerra e da demanda de última hora para IAR para produzir um lutador de primeira linha. A aeronave era consideravelmente mais moderna do que os projetos poloneses, e a equipe finalmente teve um projeto que poderia vencer a PZL. Considerado um dos melhores caças de 1939, um relatório da Luftwaffe de março 1941, disse: "A descolagem e a aterragem são muito bons. É 20-30 km/h mais lento que o Bf-109E. A subida até 5.000 metros é equivalente. Em um duelo, as curvas também são equivalentes, embora o nariz comprido reduz a visibilidade. No um mergulho é ultrapassado pelo Bf-109E, porque falta um regulador automático na hélice. Ele é um lutador adequado às necessidades modernas".

## Protótipos
O trabalho começou no protótipo IAR 80 no final de 1937, originalmente com um cockpit aberto e um motor IAR K14-III C32 de 870 CV  que era um licenciado Gnome-Rhône 14K II Mistral Major. O protótipo foi feito lentamente, e voou em abril de 1939. Voos de teste do protótipo foram impressionantes, a aeronave poderia chegar a 510 kmh em 4.000 m, teto de 11.000 m com a capacidade de subir a 5.000 m em 6 minutos, que era respeitável na época, embora inferior a contemporâneos como o Supermarine Spitfire ou o Messerschmitt Bf 109. Em comparação ao P.24E, era quase 450 kg mais leve e 80 km mais rápido, mesmo usando o mesmo motor. O IAR 80 também provou ser um bom  para pilotar e altamente manobrável. Uma série de pequenos problemas apareceram durante a fase de protótipo, e foram tratados durante o próximo ano. Para melhorar o poder de o projeto foi atualizado para montar o mais recente 930 CV a versão C36 do K14-III. No entanto este motor era um pouco mais pesado do que o C32, a qual é necessária a fuselagem ser esticada para mover o centro de gravidade para trás para a posição correta em relação à asa. O espaço extra na fuselagem foi colocado para uma boa utilização, aumentando o tamanho dos tanques de combustível para 455 L. A asa também foi ampliado e a cauda foi revisada para eliminar os elementos estruturais de contraventamento.
Uma vez que o espaço foi inserido por trás do motor, a cabina do piloto terminou mais para trás na aeronave. Um efeito colateral dessa posição recuada extrema foi que o piloto tinha ainda pior visibilidade para a frente enquanto o taxiamento do que a maioria dos outros aviões da época. Para resolver isso um pouco, o assento do piloto foi ligeiramente levantada e um dossel de estilo bolha foi adicionado.
O protótipo foi testado atualizada competitivamente contra o Heinkel He 112, que tinha acabado de chegar na Romênia como o início de uma potencialmente grande ordem. Embora o He-112 foi um pouco mais moderno e muito mais pesadamente armado com duas metralhadoras e dois canhões 20 mm, o IAR 80 com seu motor muito mais potente mas completamente ultrapassado em todos os outros aspectos. A ficou impressionado e ordenou 100 dos novos caças em 18 de dezembro de 1939. Pedidos de He 112S adicionais para além do original de 30 foram cancelados. O governo em Bucareste ordenado outros 100 IAR 80 em agosto de 1940. Outros pedidos de lotes do IAR 80 seguido em 5 de setembro de 1941 e 11 de abril de 1942, em seguida, mais 100 em 28 de maio de 1942, a ser seguido por 35 de desenvolvimento IAR 81C em fevereiro de 1943, com mais 15 em janeiro de 1944.

## IAR 80
A produção do IAR.80 começou imediatamente, embora o armamento provou ser um problema sério. O protótipo tinha montado apenas duas metralhadoras de fabricação belga Fabrique Nationale 7,92 milímetros, uma modificação licenciada do Browning .30 cal. Esta armamento não era forte o suficiente para o uso em combate, e do modelo de produção era para montar seis destas armas. A invasão alemã da Bélgica e dos Países Baixos, em 1940, terminou o fornecimento de armas FN, e não havia nenhuma metralhadora indígena que era adequado para uso em aeronaves. Falta de armamento, a produção foi colocada em espera, até novembro de 1940, quando Romênia aderiu ao Eixo que os alemães finalmente permitiram a entrega das armas para retomar. Como resultado, a primeira produção IAR 80 não saiu da linha de produção até janeiro de 1941, apesar de que primeiro lote de 20 aeronaves foram rapidamente entregues em meados de fevereiro. O novo fornecimento de armamento ainda não foi suficiente para a aeronave, de modo que os modelos de produção só carregava quatro armas. Os modelos de produção também incluiu novos equipamentos de oxigênio.
O lote inicial foi bem recebido pelos pilotos romenos, mas considerada de fraca potência e sem poder de fogo. A fim de resolver o problema de energia da aeronave foi montado um motor de 716 kW K14-IV C32, mas havia pouco que pudesse fazer sobre a questão poder de fogo no momento.

## IAR 80A
Em abril de 1941, os romenos estavam firmemente na esfera alemã, e como resultado, os alemães enviaram mais armas FN para seu uso. Estes foram rapidamente incorporados ao projeto, e o modelo 80A, finalmente usou o projeto original de seis armas. O projeto também acrescentou vidro blindado para o pára-brisas, a armadura para o encosto do banco, e uma nova mira.
Eles também aproveitara a oportunidade para montar o mais recente motor 764 kW K14-1000A. A potência do motor provou ser mais do que a estrutura da fuselagem foi projetado para suportar e ele teve que ser reforçado com um duralumínio logo atrás do cockpit, 95 aviões da série A construída antes da fuselagem poder ser modificada.
Embora o IAR.80A tinha um motor mais potente, o peso adicional das armas, munições e blindagem realmente reduziu a velocidade máxima ligeiramente para 509 km/h. No entanto, o novo modelo foi claramente um avanço, e o modelo substituiu o anterior sobre a linha de montagem de partida com a fuselagem 51. Oito deles havia sido concluído a tempo para a invasão da União Soviética em 22 de junho de 1941.
Até mesmo com liberação de mais das armas FN não pode fazer backup de todo o suprimento necessário, portanto, todo final de 1941 e início de 1942, as armas dos caça PZL P.11 e alguns aviões de observação foram retiradas e utilizadas no IAR 80.

## IAR 81
A Força Aérea Real Romena tinha a intenção de substituir seus bombardeiros leves e de mergulho obsoletos quando a guerra aberta em 1941. O primeiro papel era para ser preenchido pelo IAR 37, mas o plano era para encher o segundo papel com o Junkers Ju-87. Mais uma vez os alemães diferidos foi deixados em busca de um design. A modificação do IAR 80 existente como um bombardeiro de mergulho foi vista como uma resposta razoável, mais fácil de projetar uma aeronave totalmente nova, bem como ter todos os benefícios de produção óbvias.
O IAR 81 foi desenvolvido como um resultado. O projeto foi uma mudança bastante modesta para os modelos IAR 80A que estavam então em produção, acrescentando um berço de bomba articulável sob a linha central para lançar 225 kg de bombas (muitos bombardeiros de mergulho usavam um sistema semelhante). Entrega consistiu de um mergulho superficial de cerca de 3,000 a 1,000 m com a velocidade de cerca de 470 km/h. Os pilotos não gostaram da aeronave, como o arrasto do berço da bomba foi suficiente para prejudicar seriamente o desempenho.
Cinquenta do projeto foram ordenados no meio de 1941. Após os primeiros 40 serem entregues, uma modificação adicional foi adicionado para a concepção de montagem de 50 kg de bomba em prateleiras no âmbito de cada asa. As cremalheiras de asa poderia também montar tanques de 100L, permitindo que o 81 para ser utilizado no papel de caça de longo alcance.

## IAR 81A
Como o modelo de combate foi a conversão de A a série B, com a adição das armas de 13.2 mm, da mesma forma o modelo 81 foi atualizado da mesma forma, criando a IAR.81A. Por este ponto a única característica distintiva entre o 80B e 81A foi o berço de bomba central, e ambos os projetos foram sendo construídos em uma linha de montagem comum.
A primeira ordem para 81As foi cancelado e as fuselagens foram entregues ao invés de unidades de caça como 80Bs. Esforços para obter o Ju 87 continuou a arrastar-se, portanto, um segundo lote de IAR.81As foi ordenado muito depois, em maio de 1943 a repor as perdas. Mais uma vez o destino interveio, e os alemães lançaram o Ju 87 para entregar antes do lote pôde ser concluída. Como o primeiro lote, estes 10 fuselagens foram novamente retirados o berço de bomba central e entregues como caças.

## IAR 81B
O fornecimento das armas 13.2 mm foi claramente limitado e, em mais uma tentativa de aumentar o poder de fogo do projeto os romenos assinou um acordo com Ikaria na Alemanha para um fornecimento de canhões de 20 mm MG FF/M. Estes foram, por sua vez uma versão licenciada do famoso suíço Oerlikon FF, que havia sido usado em vários aviões alemães com uma concha de paredes finas com explosivo extra. A nova arma também forçou um redesenho da asa, um problema que deveria ter sido corrigido com uma montagem mais flexível durante o projeto 80B.
Os 60 modelos resultantes IAR.81B foram originalmente destinados a ser bombardeiros de mergulho, mas foram entregues como caças sem o berço de bomba central em seu lugar. Após os primeiros 10 foram concluídas, tanques auto-selantes foram adicionados juntamente com a melhoria da armadura do encosto do banco. Os primeiros 10 foram entregues em dezembro de 1942 e toda a ordem foi concluída em abril de 1943.

## IAR 81C
A etapa final na história de guerra do IAR 80 foi o 81C. Esta versão mudou as armas, mais uma vez, desta vez para o Mauser MG 151/20, que estava substituindo o MG FF/M em serviço alemão e tinha acabado de ser liberado para uso romeno. A ordem para a 81C foi colocada em maio de 1942, antecedendo a segunda ordem dos 81As.
A primeira encomenda de 100 fuselagens foi entregue, como todas as atualizações anteriores da série 81, com berço de bomba central removido para ser usado como caças. Uma encomenda adicional de 35 foi colocado em fevereiro de 1943, e, em seguida, mais 15 em janeiro de 1944. Estas aeronaves foram principalmente para repor as perdas nos modelos anteriores.

## IAR 80M
Em 1944, as unidades de caça romenas incluíam exemplares de modelos de 80A, B e C, assim como 81A, B e Cs. A fim dos caças anteriores, bem como a logística e manutenção Simplifique, um programa de atualização foi iniciado em meados de 1944 para trazer todas as fuselagens existentes para a suíte 81C armamento de dois canhões de 20 mme quatro FN 7.92 mm. O resultante e modelos 80s e 81s se tornaria o 80M e 81M, respectivamente, embora neste momento não havia bombardeiros de mergulho em uso para que a diferença de nomenclatura é interessante. Não está claro quantos dessas conversões foram concluídas.

## IAR 80DC
Vários IAR.80s seguiu em frente no serviço romeno até 1949, quando foram substituídos por La-9 e Il-10. Naquela época, as fuselagens foram modificadas através da remoção de um dos tanques de combustível na frente do cockpit e da inserção de outro banco, resultando em um avião de treinamento chamado de IAR.80DC. Estes foram usados apenas por um curto período de tempo antes de ser substituído por aviões soviéticos Yak-11 e Yak-18 no final de 1952.

## Sobreviventes
Após a ocupação soviética da Romênia, dentro de cinco anos, todos os restantes IAR 80 foram sucateados e substituídos por caças soviéticos. Nenhum deles sobreviveu. Um IAR 80 do pós-guerra reconstruído após a queda do comunismo e pintado em suas cores originais de 1941-1944 foi mostrado no Mihail Kogălniceanu Airshow, perto de Constança. Um IAR 80 pode ser encontrado no Museu Militar Nacional, em Bucareste, que é uma reconstrução do IAR 80DC treinador de dois lugares.